# 김영애 (1944년)
김영애(金瑛愛, 1944년 2월 29일 ~ 1985년 8월 21일)는 대한민국 여성 배우이다.
본관은 수안(遂安)이며 평안북도 강계에서 출생하였고 지난날 한때 황해도 해주에서 잠시 유아기를 보낸 적이 있는 그녀는 아직 생후 1년차도 채 아니 된 시절이던 1945년 2월 20일을 전후하여 경성부(서울)로 이주를 하여 이후 대한민국 서울특별시에서 성장하였다. 1985년에 미국에서 교통사고로 사망하였다.

## 주요 이력

### 주요 경력
- 1963년 대학교 2학년 시절 연극배우 첫 데뷔.
- 1964년 3월에서 1965년 3월까지 대학교를 1년간 휴학.
- 1966년 대학교 4학년 시절 DBS 동아방송 아나운서.
- 1969년 DBS 동아방송 아나운서 직위 퇴사하고 프리 랜서 선언.

### 학력
- 1956년 서울교동국민학교 졸업
- 1959년 서울 동덕여자중학교 졸업
- 1962년 서울 동덕여자고등학교 졸업
- 1967년 동덕여자대학교 경영학과 학사
- 1972년 미국 서던 캘리포니아 대학교 경영대학원 경영학 석사

## 출연작

### 연극
- 1976년 《무기와 인간》 ... 라이나 페트코프 역(주연)

## 수상 경력
- 1976년 동아연극상 주연상

## 이외 이력
- 민주한국당 당무위원(1981년 12월 ~ 1982년 10월)